# آگرا (اکلاهما)
آگرا(به انگلیسی: Agra) شهری در ایالت اکلاهما کشور ایالات متحده آمریکا است که جمعیت آن در سرشماری سال ۲۰۱۰ میلادی، ۳۳۹ نفر بوده‌است.